# Aristebulea nobilis
Aristebulea nobilis är en fjärilsart som beskrevs av Moore 1888. Aristebulea nobilis ingår i släktet Aristebulea och familjen Crambidae. Inga underarter finns listade i Catalogue of Life.